# Пісочна

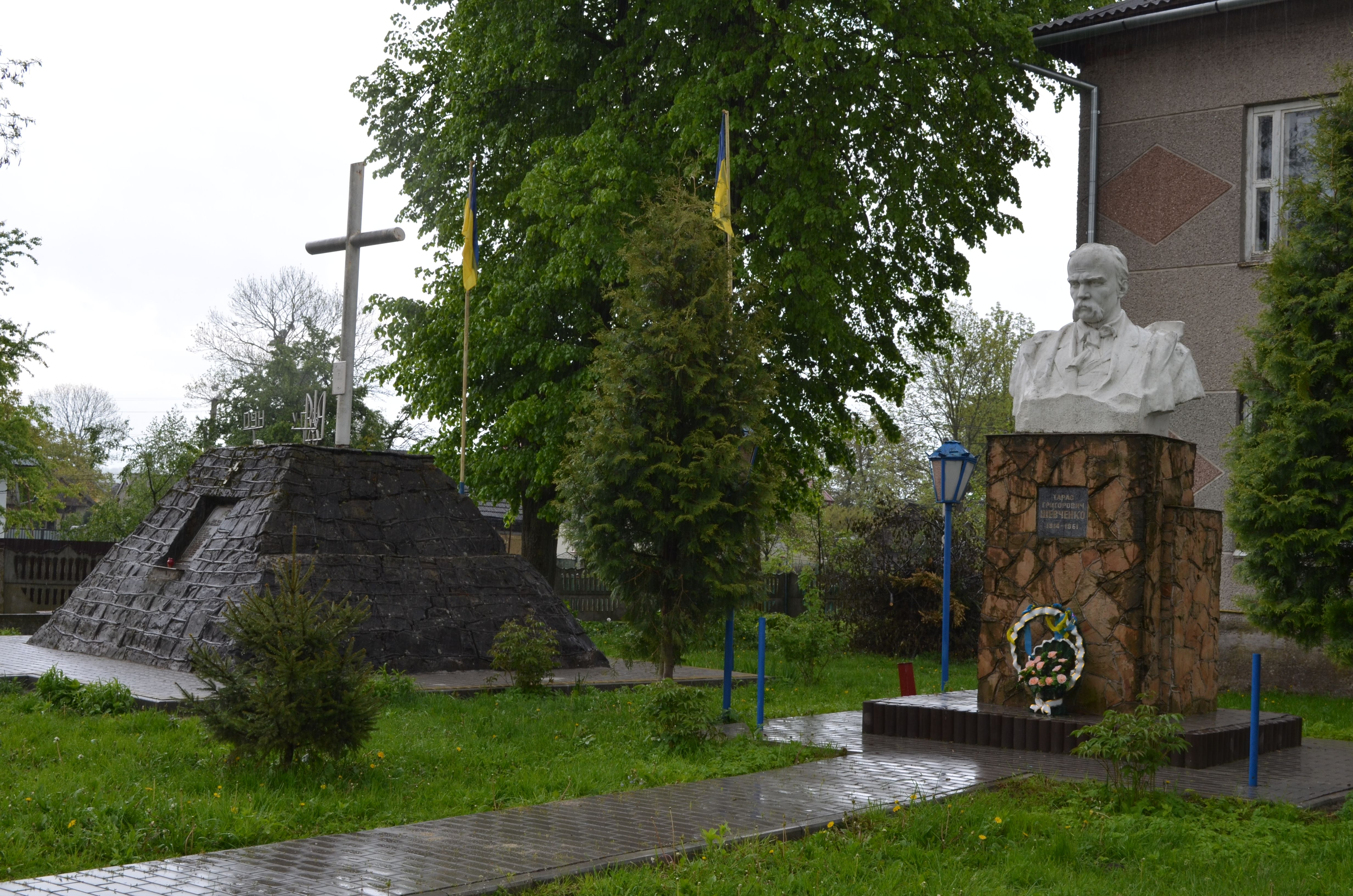
Пам'ятна могила борцям за волю України, пам'ятник Тарасу Шевченку біля корпусу Пісочнянської сільської ради у центрі села.

Пісо́чна — село в Україні, у Стрийському районі Львівської області. Населення становить близько 2,6 тисяч осіб станом на 2024 рік. Орган місцевого самоврядування — Розвадівська сільська рада.

## Розташування
Село Пісочна розміщене на правому березі Дністра, біля шосейної дороги та залізниці Львів — Стрий, на віддалі 8 км на південь від районного центру і на відстані 50 км від Львова. Та 25 км від м. Стрий.
Пісочна лежить на важливих транспортних магістралях міжнародного значення і поблизу промислових центрів: Нового Роздолу, Миколаєва, Стрия, Дрогобича.
На півночі межує із с. Надітичі, на сході із с. Черниця. Вони входять до складу Пісочнянської сільської ради. На південному сході та півдні село межує із с. Держів та хутором Острів, який входить до складу Держова. На заході Пісочна межує із с. Рудники.
За етнографічною класифікацією с. Пісочна входить до складу колишніх земель Опілля. Близько за 12 км від с. Пісочна розміщене с. Стільсько — столиця колишньої Білої Хорватії.
За природно-географічною класифікацією село належить до подністровського Прикарпаття. Природна зона — лісостеп.

## Історія
Офіційних даних про походження назви села немає. Згідно з переказами назва Пісочна походить від слова «пісок», який тут знаходиться на глибині 60—80 см. Очевидно, перші жителі села, копаючи захисні рови, землянки чи ями, виявили тут багато піску і від нього назвали своє поселення Пісочна. Недалеко від села знаходиться курганний могильник епохи ранньої бронзи. В одному з курганів знайдено кам'яну сокиру і кам'яну скребачку, що відноситься до так званої епохи неоліту. Це свідчить, що в той час тут вже жили люди.
Вперше назва села згадується в 1643 році. Згідно з архівними матеріалами у 1739 році в селі Пісочна нараховувалось 46 дворів. Селяни-кріпаки належали феодалу В. Подленвському, який жив у селі Черниця у великому маєтку (пізніше у ньому розміщувався аграрний технікум, а в 1990-х роках (бл. 1993 — 1995-го) на цьому місці знімали художній серіал «Злочин із багатьма невідомими»)…
Відомо також, що брат українського поета Богдана Лепкого — Левко Лепкий, який також був поетом, написав у Пісочній вірш-пісню, яка зажила популярності у виконанні Квітки Цісик — української співачки в еміграції. Цей твір отримав назву «Колись, дівчино мила» (перші слова твору).
До с. Пісочна приїздив митрополит А. Шептицький із нагоди посвячення пам'ятної могили січовим стрільцям (імовірно, 1917 р.) — першої в Україні Борцям за волю України.
В другій половині XIX-го століття була збудована залізниця Львів — Стрий, яка проходить через село Пісочна. Ця залізниця належала князеві Альбрехтові. До 1939 р. покровителем села був пан Вітовт Стефанус (Степанус), землевласник сусіднього села Черниця. У 1932 році поміщик Степанус збудував фабрику дерев'яних іграшок на території сучасного склозаводу. В 1933 році Степанус продав цю фабрику капіталісту Анкляру, який в цьому ж році заклав фундамент під скляну піч. В 1933 році вступила в дію перша скловарня.
Жителі села захищали рідну землю в лавах УПА від окупантів, на цвинтарі споруджено пам'ятник на братській могилі.
В даний час у селі містяться: пам'ятник 2000-ї річниці від Різдва Христового, могила українських січових стрільців, пам'ятна могила українських січових стрільців, пам'ятник скасування кріпацтва, склозавод, ферма, футбольний стадіон «СКК Пісочна», ресторан-бар, кафе, цвинтар, дошкільний навчальний заклад «Сонечко», загально-освітня середня школя (потребує добудови), пошта (відремонтована у 2013 р.), бібліотека й магазини продуктів та побутового промислу тощо.
Пісочна має непогані перспективи завдяки своєму географічному розташуванню.
Важливим викликом для села в цей час є відновлення дороги, амбулаторії, добудова школи, реконструкція церкви, забезпечення людей працевлаштуванням та виховання фізично і духовно здорових дітей — майбутнього України.

Примітно, що в 1999 році до села приїжджав дрогобицький, відомий український гурт «Соколи», концерт якого почався досить пізно, але відбувся яскраво і незабутньо, та із приємними враженнями. Нижче подається частина інтерв'ю із солістом гурту «Соколи» Михайлом Мацялком:
Журналіст: «Пригадую, що у 1999 році „Соколи“ встановили рекорд за кількістю концертів на сході України».

М. Мацялко: «Не думаю, що є така група, яка може за 9 місяців дати 171 сольний концерт. Найцікавіше те, що перший концерт у нас відбувся о 7 ранку у Надвірній, а останній концерт майже о першій ночі у Пісочному. А між ними було ще три концерти».
Тодішній концерт супроводжував також гуморист всеукраїнського масштабу Гриць Драпак.

## Населення

### Мова
Розподіл населення за рідною мовою за даними перепису 2001 року:
| Мова            | Кількість | Відсоток |
| --------------- | --------- | -------- |
| українська      | 2539      | 99.41%   |
| російська       | 12        | 0.47%    |
| угорська        | 1         | 0.04%    |
| гагаузька       | 1         | 0.04%    |
| інші/не вказали | 1         | 0.04%    |
| Усього          | 2554      | 100%     |

## Легенда про Пісочну дорогу
Існує також легенда про походження назви села…
У сусідньому селі Черниця, де знаходився польський маєток — тодішній адміністративний центр села, жив пан, який проїжджаючи каретою побачив красиву дівчину, котру собі одразу сподобав, і хотів узяти до пари… Але дівчина не відповідала взаємністю цьому панові… Останній, розгнівавшись, сказав приблизно так: якщо не вийдеш за мене — спалю твоє село! Дівчина розплакалась, і з жалем почала благати пана, щоб той змилосердився… І тоді пан сказав, щоб вона приповзла через усе село на колінах до його палацу і попросила у нього прощення/помилування (бо був він дуже гордий)… І вона погодилася, зважаючи на можливу трагічну долю для її села. Клякнувши, вона почала іти до маєтку, оббиваючи коліна. А люди, які були свідками цього, почали їй посипати дорогу піском. Тож назвали дорогу Пісочною, а потім і село.
Імовірно, що згадана легенда виникла у ХІХ ст. як народне трактування символіки тогочасної печатки села, на якій містилося зображення богомольця на колінах, над яким Око Провидіння в сяйві (натяк на місцеву греко-католицьку парафію).

## Релігія

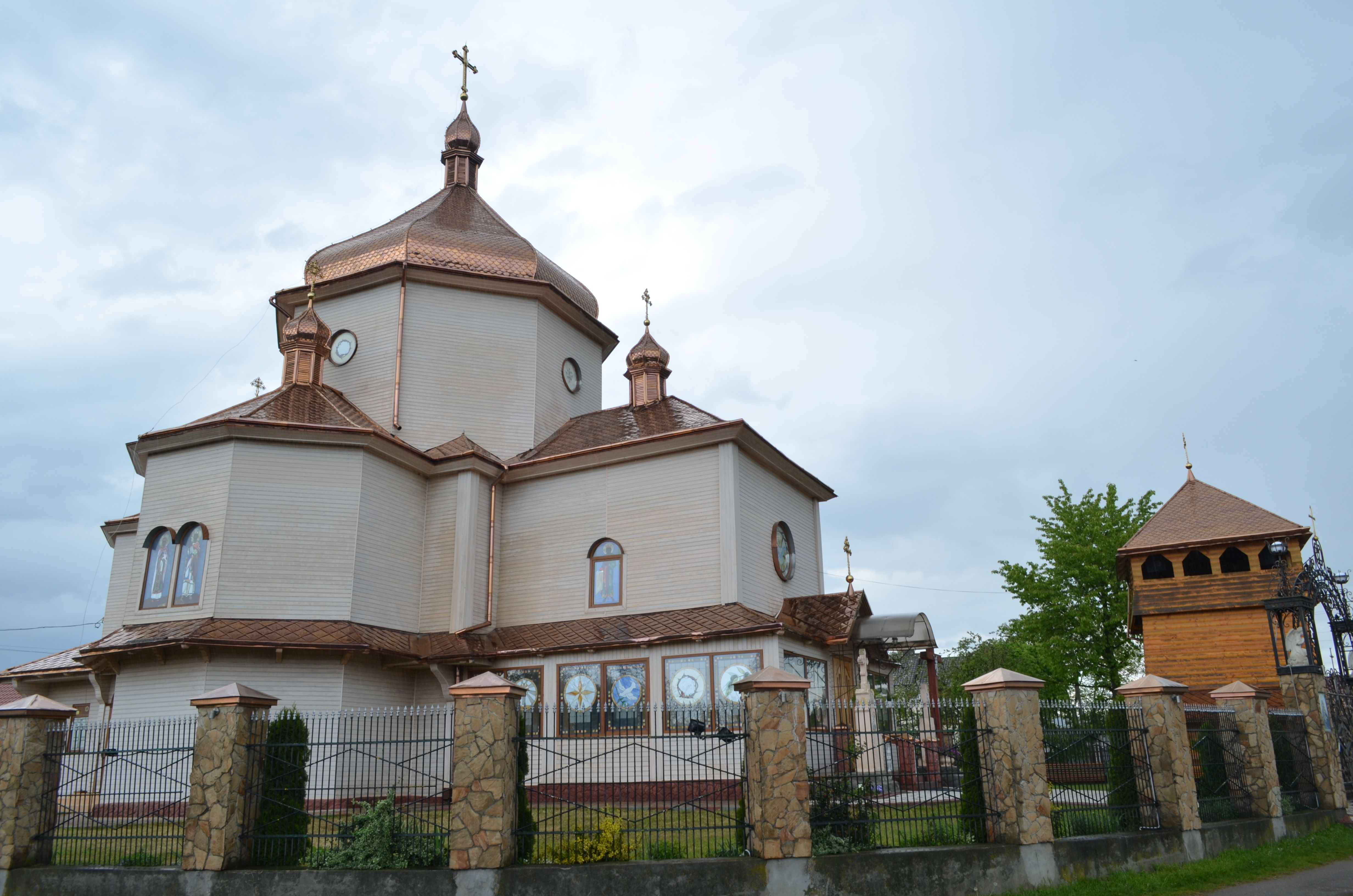
Парафіяльний храм Успіння Пресвятої Богородиці

- церква Успіння Пресвятої Богородиці (1893, дерев'яна, УГКЦ)

## День села
20 травня 2018 року, спільними зусиллями релігійної громади Храму Успіння Пресвятої Богородиці, депутатським корпусом с. Пісочна та місцевими підприємцями, вперше за всю історію с. Пісочна, урочисто було відзначено День села, з нагоди вшанування свого покровителя святого Миколая Чудотворця, Архиєпископа Мир Ликійських, в честь якого був збудований перший Храм. Урочистості розпочалися, як і годиться з Богослуження у парафіяльному Храмі, опісля відбувся святковий концерт, виставка історичних фотосвітлин, творів місцевих талановитих людей. Під час святкування відбулося частування стравами приготовленими в польовій кухні, смаколиками для дітей та всіх бажаючих. Також була проведена виставка, ярмарок та інше. На свято завітали сусіди із довколишніх сіл. Особливим гостями дійства були також політичні діячі: голова Розвадівської територіальної громади, депутат Львівської ОДА, заступниця голови Львівської ОДА, а також народний депутат України. Особливим колективним гостем став Духовий оркестр та музичний гурт братів семінаристів Львівської Духовної Семінарії Святого Духа.
Під час урочистостей було відзначено шанованих громадою мешканців села, серед яких Марія Топчак — трудівниця-волонтерка біля храму та в селі, Ілля Проців — самовідданий патріот України, який відновив могилу Січових Стрільців, Іван Савка — колишній церковний паламар, місцевий трудівник, який приклав багато своїх зусиль для упорядкування території навколо цвинтаря, а також багато інших людей, які так чи інакше зробили свій внесок для благоустрою села у всіх сферах життєдіяльності. Окремо було відзначено сучасних місцевих Захисників України, що боронили та боронять український фронт на Східних теренах і териконах Донбасу.
Співоча молодь розважала слухачів колоритними піснями та милувала взір національним вишиваним одягом. А всі присутні щиро раділи цим незабутнім, святковим, теплим і погожим весняним днем.

## Відомі люди, пов'язані з с. Пісочна
1. Андрей Шептицький (почесний гість села) — митрополит УГКЦ, видатний українець, громадський активіст, меценат-доброчинець;
2. Осип Курилас (деякий час жив і творив у селі) — український художник, активіст УСС;
3. Михайло Гаврилко (брав шлюб у місцевій церкві Успіння Пресв. Богородиці) — український митець, активіст УСС;
4. Левко Лепкий (побував у цій місцевості) — український поет-композитор.

## Тут народились
- Василь Городицький — місцевий поет, художник, музикант, диригент церковного хору.
- Андрій Гнатович Дзіваківський — селянин, політичний та громадський діяч Галичини середини XIX століття, посол до Австрійського парламенту 1848 року.
- Марія Стадник — чемпіонка світу з вільної боротьби, триразова призерка Олімпійських ігор у Лондоні, Пекіні, Ріо-де-Жанейро.
- Степан Курпіль — Народний депутат України V скликання.
- Андрій Кос — голова Миколаївської районної державної адміністрації.
- Лапчук Василь Степанович (1985—2024) — підполковник Збройних Сил України. Учасник російсько-української війни.
- Швед Василь Васильович — український футболіст.